# Sassandra (fiume)
Il Sassandra è un fiume africano della Costa d'Avorio occidentale. È formato dalla confluenza del fiume Tienba, che ha origine negli altipiani del nord-ovest della Costa d'Avorio, e il fiume Gouan (noto anche come Bafing Sud River), che ha origine a ovest negli altipiani della Guinea. Il Sassandra scorre verso sud-sud-est a sfocia nel Golfo di Guinea nell'Oceano Atlantico.
Ha una lunghezza di 650 km e un bacino idrografico di 75.000 km².
La città portuale di Sassandra si trova sul litorale dove il fiume incontra il mare.